# 科蒂奇维尔 (南卡罗来纳州)
科蒂奇维尔（英文：Cottageville），是美国南卡罗来纳州下属的一座城市。城市类型是“Town”。其面积大约为3.42平方英里（8.85平方公里）。根据2010年美国人口普查，该市有人口762人，人口密度约为每平方 英里223.07人（约合每平方公里86.13人）。